# مقامات العشاق والتجار
مقامات العشاق والتجار هي رواية للكاتب الفلسطيني أحمد رفيق عوض. صدرت الرواية لأول مرة عام 1997 عن دار الفاروق للثقافة والنشر في نابلس، وتقع من 131 صفحة. تعرض الرواية أحداث اتفاقية أوسلو وتأثيرها على الشعب الفلسطيني.

## حول الرواية
تتمحور أحداث الرواية حول التغيرات الاجتماعية والسياسية في فلسطين في الفترة التي صدرت فيها اتفاقية أوسلو، ومخاطر هذه الاتفاقية على المجتمع الفلسطيني، والتغير الذي طرأ على المفاهيم الفلسطينية، وتكشف الرواية جانب من الفساد الناتج عن الاتفاقية كالتعامل والشراكة مع المحتل.
جعل الكاتب الشخصيات تتحدث عن ذاتها كنوع من الحيادية، فتقوم الشخصيات بتبرير هذه الأفعال التي يصفها الكاتب بالفساد، وشكّل في الرواية كتنبيه من هذا الخطر، وتظهر مدينة رام الله في بصورة مباشرة في الرواية كمكان يعكس فيه الكاتب التغيرات التي حلّت بالشعب الفلسطيني. تبرز الجدلية في الرواية في شخصية اليهودي الذي اعتاد الظهور بصورة المحتل في المفهوم الفلسطيني، ثم تبدو الصورة أكثر تعقيد تتراوح بين المحتل والمفاوض. 

## من الكتاب
بعد أوسلو الفلسطينيين عنيدون وسريعو الغضب قليلو الحكمة، وتحول تاريخهم الحديث إلى عقدتهم وعقيدتهم، فهم يكفرون أو يؤمنون بها ككفرهم أو إيمانهم بالله.
عالم بلا نظريات وآخر بلا آلات، فاحلم ما شاء لك الحلم.
عالم فقد براءته تماما انتهكت كل الاشياء ولم يعد الإنسان يخاف من الطبيعة فاختلف مذاق الفن والأدب، إنه فن محكم موغل في التقنية فقير بالأسطورة، قليل الخوف من الأشياء.